# Frans Denys

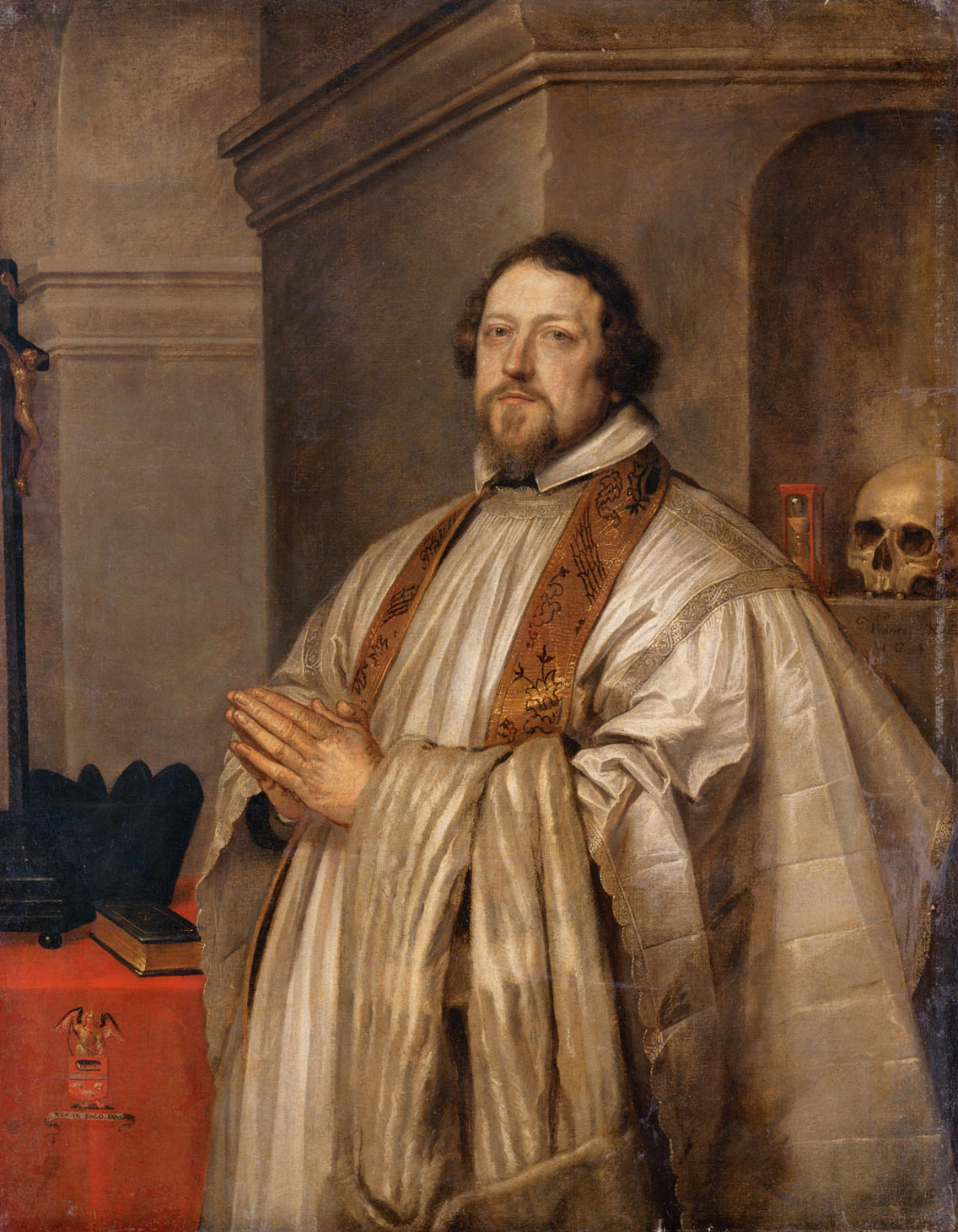
Frans Denys, Portrait of a Clergyman, 1640

Frans Denys (Anversa, 1610 circa – Mantova, 12 settembre 1670) è stato un pittore fiammingo.

## Biografia
Pittore del barocco fiammingo, divenne un maestro nella Gilda di San Luca di Anversa nel 1631 e sposò l'anno successivo Martina Vleckhamer, morta nel 1647, quindi si sposò la seconda volta quando nacque suo figlio Jacob. Diventò pittore di corte di Ranuccio II Farnese, duca di Parma e dipinse anche per l'arciduchessa Isabella Clara d'Austria, moglie del duca di Mantova Carlo II di Gonzaga-Nevers. Fu il maestro dei pittori Jan de Duyts e Ignazio Janssen. Si trasferì a Mantova dove in seguito morì.